# Diamant brut
Diamant brut è un film del 2024 scritto e diretto da Agathe Riedinger, al suo esordio nel lungometraggio, basato sul suo cortometraggio del 2017 J'attends Jupiter.

## Trama
Liane è una diciannovenne fissata con l'apparire e il desiderio di diventare qualcuno, che vive a Fréjus con la madre e la sorellina. Il destino sembra finalmente arriderle quando ha l'opportunità di presentarsi ai casting del reality Miracle Island.

## Promozione
La riprese si sono svolte nell'aprile 2023 a Nizza e Fréjus.
La prima clip del film è stata diffusa online il 9 maggio 2024.

## Distribuzione
Il film è stato presentato in anteprima il 15 maggio 2024 al 77º Festival di Cannes e distribuito nelle sale cinematografiche francesi dal 9 ottobre successivo.

## Accoglienza

### Critica
Su Rotten Tomatoes 22 critici esprimono un gradimento dell'82% con un voto medio di 5.8/10; su Metacritic il voto medio di 9 critici è di 66/100. La critica italiana ha avuto un giudizio misto, individuando l'importanza di raccontare l'amore ai tempi dei social network e dei reality, ma giudicando lo stile della regista ancora troppo acerbo per trattare tale materia.

## Riconoscimenti
- 2024 - Festival di Cannes
  - In concorso per la Palma d'oro
- 2025 – Premio César[10]
  - Candidatura per la migliore promessa femminile a Malou Khebizi
  - Candidatura per la migliore opera prima
- 2025 – Premio Lumière[11]
  - Candidatura per la migliore promessa femminile a Malou Khebizi
  - Candidatura per la migliore opera prima